# Haworthia mirabilis
Haworthia mirabilis es una especie de planta suculenta perteneciente a la familia Xanthorrhoeaceae. Es originaria de Sudáfrica.

## Descripción
Es una planta suculenta perennifolia que alcanza un tamaño de 4 a 45 cm de altura. Se encuentra a una altitud de 500 metros en Sudáfrica.

## Taxonomía
Haworthia mirabilis fue descrita por  (Haw.) Haw. y publicado en Syn. Pl. Succ. 95, en el año 1812.
Variedades aceptadas
- Haworthia mirabilis var. badia (Poelln.) M.B.Bayer
- Haworthia mirabilis var. beukmannii (Poelln.) M.B.Bayer
- Haworthia mirabilis var. calcarea M.B.Bayer
- Haworthia mirabilis var. consanguinea M.B.Bayer
- Haworthia mirabilis var. mirabilis
- Haworthia mirabilis var. paradoxa (Poelln.) M.B.Bayer
- Haworthia mirabilis var. sublineata (Poelln.) M.B.Bayer
- Haworthia mirabilis var. triebneriana (Poelln.) M.B.Bayer

Sinonimia
- Aloe mirabilis Haw.
- Apicra mirabilis (Haw.) Willd.
- Catevala mirabilis (Haw.) Kuntze
- Haworthia beukmanii
- Haworthia retusa var. mirabilis (Haw.) Halda
- Haworthia willowmorensis[4]